# Gert Hekma
 (mai 2022).
La mise en forme du texte ne suit pas les recommandations de Wikipédia : il faut le « wikifier ».
Les points d'amélioration suivants sont les cas les plus fréquents. Le détail des points à revoir est peut-être précisé sur la page de discussion.
- Les titres sont pré-formatés par le logiciel. Ils ne sont ni en capitales, ni en gras.
- Le texte ne doit pas être écrit en capitales (les noms de famille non plus), ni en gras, ni en italique, ni en « petit »…
- Le gras n'est utilisé que pour surligner le titre de l'article dans l'introduction, une seule fois.
- L'italique est rarement utilisé : mots en langue étrangère, titres d'œuvres, noms de bateaux, etc.
- Les citations ne sont pas en italique mais en corps de texte normal. Elles sont entourées par des guillemets français : « et ».
- Les listes à puces sont à éviter, des paragraphes rédigés étant largement préférés. Les tableaux sont à réserver à la présentation de données structurées (résultats, etc.).
- Les appels de note de bas de page (petits chiffres en exposant, introduits par l'outil «  Source ») sont à placer entre la fin de phrase et le point final[comme ça].
- Les liens internes (vers d'autres articles de Wikipédia) sont à choisir avec parcimonie. Créez des liens vers des articles approfondissant le sujet. Les termes génériques sans rapport avec le sujet sont à éviter, ainsi que les répétitions de liens vers un même terme.
- Les liens externes sont à placer uniquement dans une section « Liens externes », à la fin de l'article. Ces liens sont à choisir avec parcimonie suivant les règles définies. Si un lien sert de source à l'article, son insertion dans le texte est à faire par les notes de bas de page.
- La présentation des références doit suivre les conventions bibliographiques. Il est recommandé d'utiliser les modèles {{Ouvrage}}, {{Chapitre}}, {{Article}}, {{Lien web}} et/ou {{Bibliographie}}. Le mode d'édition visuel peut mettre en forme automatiquement les références.
- Insérer une infobox (cadre d'informations à droite) n'est pas obligatoire pour parachever la mise en page.

Pour une aide détaillée, merci de consulter Aide:Wikification.
Si vous pensez que ces points ont été résolus, vous pouvez retirer ce bandeau et améliorer la mise en forme d'un autre article.
Gerhardus "Gert" Hekma (24 septembre 1951 - 19 avril 2022) est un anthropologue et sociologue néerlandais, connu pour ses recherches et ses déclarations publiques sur l'(homo)sexualité. Il enseigne les études gays et lesbiennes à la Faculté des sciences sociales et comportementales de l'université d'Amsterdam de 1984 à 2017.

## Carrière
Gerhardus Hekma a terminé le Gymnasium et en 1978, a obtenu sa maîtrise en anthropologie culturelle à la Vrije Universiteit Amsterdam. De 1979 à 1981, il a travaillé à l'Université d'Utrecht. Il a été l'un des organisateurs du congrès de sciences sociales de juin 1983 « Parmi les femmes, parmi les hommes » (en néerlandais : "Onder Vrouwen, Onder Mannen"). En 1987, Gerhardus Hekma a obtenu son doctorat en anthropologie historique de l'Université d'Utrecht.
De 1984 (succédant à Mattias Duyves) jusqu'en 2017, Hekma a été professeur assistant et enseignant à l'université d'Amsterdam, spécialisé dans la sociologie et l'histoire de l'(homo)sexualité,. Les recherches d'Hekma s'inscrivent dans une contre-culture académique, et certaines de ses déclarations, notamment sur la pédophilie et sur le sadomasochisme, ont provoqué des conflits entre lui et certains de ses collègues et le conseil de l'université,, et ont donné lieu à des menaces contre Hekma.
Hekma a été rédacteur en chef et membre du comité de rédaction de nombreux périodiques. Il a également co-organisé plusieurs conférences, et a étudié la vie et l'œuvre de Jacob Israël de Haan, Louis Couperus, et Gérard Rêve. Il a enseigné à des étudiants du Queens College et du City College de San Francisco.
En 2017, trois activités ont eu lieu en lien avec la retraite d'Hekma : un symposium de deux jours, "Périls et Plaisirs : Affronter les détournements érotiques", à la bibliothèque universitaire d'Amsterdam ; une exposition, "Rooie Flikkers en Homostudies UvA" (Pédés rouges et études gays à l'université d'Amsterdam), à l'IHLIA à l'Openbare Bibliotheek Amsterdam ; et une conférence Mosse par Hekma. Cette dernière a été organisée par le Fond George Mosse, qu'il a cofondé en 2001.

## Vie privée
Hekma est le fils d'un notaire, et a grandi à Bedum, aux Pays-Bas. Il fréquentait la discothèque gay DOK et était membre des radicaux "Red Faggots" (néerlandais : "Rooie Flikkers"). Hekma était un collectionneur de livres, et avait un fétiche pour le satin,. Il était un fan du Marquis de Sade, : non seulement Sade est l'un de ses auteurs préférés et une source d'inspiration, mais Hekma était également  fasciné par la position de Sade sur la violence et a utilisé Sade pour offrir à ses élèves une autre perspective sur la sexualité et la violence. Hekma a plaidé contre la masculinité, le paternalisme et les rôles de genre traditionnels.
En 2007, il a reçu des menaces de mort après avoir soutenu l'idée d'inclure un bateau pour adolescents à la Gay Pride d'Amsterdam. En 2014, Hekma a co-créé une pétition adressée à la Cour suprême des Pays-Bas, plaidant auprès de cette dernière de ne pas interdire l'association pro-pédophilie Vereniging MARTIJN. Son soutien à Martijn s'est soldé par des menaces de mort et une tentative de cambriolage. Hekma a déclaré qu'il n'était pas un pédophile. Lui et son compagnon, le sociologue Mattias Duyves (1953-), sont ensemble depuis plus de quarante ans. Ils se sont rencontrés en 1977 et se sont mariés en 2007. Tous deux défendent la liberté sexuelle et relationnelle.
Hekma a été interviewé pour le film documentaire Before Homosexuals de John Scagliotti (2017).

## Publications sélectionnées
Hekma a publié de nombreux articles sur l'histoire LGBT aux Pays-Bas et en Europe, à la fois en tant qu'auteur et en tant que rédacteur en chef,. Ses publications comprennent des ouvrages scientifiques et des documents de vulgarisation. Une sélection suit.
- Homoseksualiteit, een medische reputatie [L'homosexualité, une réputation médicale] (1987)[3],[9]
- Goed verkeerd [Justly Wrong ] (1989)[9],[26]
- La poursuite de la sodomie (1989)[9],[26]
- De roze rand van donker Amsterdam [La périphérie rose d'Amsterdam sombre] (1992)[3],[9],[28],[29]
- Homoseksualiteit in Nederland van 1730 tot de moderne tijd [L'homosexualité aux Pays-Bas de 1730 aux temps modernes] (2004)[3],[14],[29],[30]
- ABC van perversies [L'ABC des perversions] (2009)[3],[14],[29]
- Une histoire culturelle de la sexualité à l'ère moderne (2011)[26],[30]
- Révolutions sexuelles (2014)[26],[30]